# 스티브 오벳
스티븐 마이클 제임스 "스티브" 오벳(영어: Stephen Michael James "Steve" Ovett, 1955년 10월 9일 ~ )은 영국의 전직 육상 선수이다. 그는 1980년 모스크바 올림픽 800m에서 금메달을 땄고 1500m와 1마일 달리기에서 세계 기록을 세웠다.

## 생애
서식스주 브라이튼에서 태어난 오벳은 반딘 대학교에 다녔다.

## 육상 경력
그는 18세때 1974년 유럽 육상 선수권 대회 800m에서 은메달을 땄으며, 800m에서 1시간 45분 77초의 유럽 주니어 신기록을 세웠다.
오벳은 1976년 몬트리올 하계 올림픽때 800m 결승에 진출했고 쿠바의 우승자 알베르토 후안토레나 뒤에서 5위를 했다. 오벳은 처음에 한바퀴를 너무 느리게 달렸기 때문에 5위에 머물렀다.
오벳은 1980년 모스크바 올림픽때 1500m에서 유력한 우승 후보였다. 그보다 1개월 전에 그는 3분 48.8초로 마일에서 세계 신기록을 세웠고, 2주후에 1500m에서 3분 32.1초로 서배스천 코의 세계 기록을 세웠다.

## 참조
1. ↑  Butcher, Pat (2005년). 《The Perfect Distance: Ovett and Coe - The Record Breaking Rivalry》. Phoenix Press. ISBN 0-7538-1900-7.